# Saga (literatura)
Una saga es un tipo de obra literaria producida en la Edad Media entre los siglos XII y XV. Se trata de un tipo de narración en prosa principalmente originaria de Islandia, casi siempre anónima, aunque con notables excepciones.

## Orígenes

### Antecedentes verbales
Según señala Borges:

«Este arte empezó siendo oral, oír cuentos era uno de los pasatiempos de las largas veladas de Islandia. Se creó así, en el siglo X, una epopeya en prosa: la saga. La palabra es afín a los verbos sagen y say (decir y referir) en alemán e inglés. En los banquetes, un rapsoda repetía las sagas».
Jorge Luis Borges, Antiguas literaturas germánicas

### Antecedentes escritos
Antes de las sagas, existía en Islandia una considerable tradición de literatura cristiana que, aunque posee características peculiares, es coherente en la literatura europea de la época. 
A los relatos de la vida de María o de los santos siguieron las narraciones de los primeros obispos cristianos de la isla, utilizando un lenguaje barroco y un estilo recargado. Estas son las sagas de obispos. Obras destacadas de este género son la Maríu saga (Saga de María), atribuida a Kygri-Bjórn Hjaltason y escrita posiblemente a principios del siglo XIII. La saga Nidrstigningar (Saga del descenso a los infiernos) existe en manuscritos de la primera mitad del siglo XIII. Y las Postolasögur (Sagas de los apóstoles), cuyo primer manuscrito es de 1220, aproximadamente. Casi todos estos trabajos eran copias y reelaboraciones de obras anteriores.
Igualmente, existía desde el siglo XII, una considerable tradición historiográfica. Entre las primeras obras producidas en Islandia están las historias del país o, más atrás, de los reyes noruegos. Es considerable la relación entre las sagas de reyes, con marcado carácter histórico, y las primeras sagas islandesas, donde predomina el elemento literario. El primer escritor islandés conocido, Ari Thorgilsson (el Sabio), fue historiador, autor de un Íslendingabók (Libro de los islandeses) y de una primera versión del Landnámabók (Libro de la Colonización), donde se cuentan los primeros años de la colonización de Islandia por colonos noruegos. Igualmente, Sæmundr fróði (el Sabio) fue historiador, aunque sus obras no hayan llegado hasta nosotros.
La fusión de estas dos corrientes se hace claramente visible en las primeras sagas de San Olaf, que son al mismo tiempo historia y hagiografía. De aquí pudo pasarse, en un breve lapso, a la redacción de historias de otros reyes no santos, de época pagana incluso. El modelo fundamental para las sagas de islandeses ya estaba formado y solo había que tomar como protagonistas, en lugar de reyes extranjeros, grandes personajes islandeses. 
Posteriormente aparecieron otras sagas que tomaban elementos mitológicos de la antigüedad, por eso se las llama sagas de los tiempos antiguos, como la Saga Volsunga.
Por último, surgieron en Islandia la llamadas sagas caballerescas o sagas mentirosas, que incorporan elementos e historias de la literatura europea, como las novelas de caballerías.

## Tipos de sagas
Globalmente se las conoce como sagas nórdicas, pero debido a su carácter diverso se suelen agrupar en: 
- Sagas de obispos (Byskupasögur), muy cercana a la hagiografía.
- Sagas de los reyes (Konungasögur) , muy cercana a la historiografía.
- Sagas de los islandeses (Íslendingasögur), el género literario por excelencia. Narra las vidas de héroes o familias de Islandia.
- Sagas arcaicas, donde abunda el elemento mitológico.
- Sagas caballerescas (Riddarasögur), acerca de caballeros del sur de Europa, donde abunda el elemento legendario.
- Sagas de los tiempos antiguos (Fornaldarsögur), obras islandesas de ficción tardías, de los siglos XIII y XVI.
- Sagas de dioses (Götersagas), que se originan de la mitología y la épica germánicas, según Felix Genzmer.
- Sagas de paladines (Kämpensagas), que son sagas caballerescas pero de contenido histórico más o menos verosímil.
- Sagas de proscritos (Skógarmanna sögur), un subgénero de las sagas de los islandeses protagonizada por fugitivos.
- Sagas de poetas (Skáldasögur), un subgénero de las sagas de los islandeses protagonizada por escaldos.

## Características

### El estilo
- Narración.
- Uso de la prosa. El verso solo aparece en poemas intercalados en la narración.

### Los personajes
- Son daneses, noruegos e islandeses, principalmente, aunque aparecen destacadamente otros  escandinavos.
- No hay descripción psicológica, aunque el perfil se intuye por sus acciones o por mención explícita de caracteres notables. Difieren bastante de la mayoría de los personajes de la literatura europea del mismo periodo.
- No son intrínsecamente buenos o malos, presentan características propias de la naturaleza humana.

### La acción
- El orden es cronológico.
- No hay explicación de los motivos que la incitan.

### El ambiente
- Ambientada principalmente en Islandia, Noruega y Groenlandia.
- Descripción toponímica detallada.

## La saga literaria contemporánea
También con el nombre de saga se conoce en el mundo literario contemporáneo un conjunto de series literarias o narraciones, habitualmente del género novelesco, entrelazadas mediante un argumento central, lo que da origen a un universo literario en el que llegan a escribir otros autores aparte del autor original. Como ejemplo, la Serie de la Fundación de Isaac Asimov, un extenso conjunto de novelas y relatos de ciencia ficción ambientados en un remoto futuro. Otros ejemplos son: El Señor de los Anillos, de J. R. R. Tolkien (una novela del género fantástico, editada en tres tomos); las heptalogías de Las Crónicas de Narnia, de C. S. Lewis; La Torre Oscura, de Stephen King; Harry Potter, de J. K. Rowling (novelas del género fantástico); la trilogía Los juegos del hambre, de Suzanne Collins; Divergente, de Veronica Roth (ambas distopías), y Hush, Hush, de Becca Fitzpatrick. El origen de estas 'sagas' estaría en la gran difusión por televisión de la larga serie La saga de los Forsyte.